# Nudności
Nudności (stgr. ναυτεία, łac. nausea, vomitus, ang. nausea) – nieprzyjemne, niebolesne, subiektywne odczucie silnej potrzeby zwymiotowania. Mogą mu towarzyszyć: ślinotok, tachykardia, zblednięcie skóry i potliwość. Nudności zazwyczaj poprzedzają wymioty i odruchy wymiotne, chociaż mogą występować niezależnie.

## Przyczyny
Nudności mogą być fizjologiczne, pełniąc rolę ochronną w przypadku np. zatruć; mogą również towarzyszyć wczesnej fazie ciąży. Najczęściej jednak są wynikiem stanów patologicznych. Mogą występować m.in. w następujących schorzeniach: choroba lokomocyjna, infekcja wirusowa, działanie uboczne wielu leków, w tym stosowanych w chemioterapii nowotworowej, ekspozycji na promieniowanie jonizujące, przedawkowania używek.